# Jean-Michel Cornu
Jean-Michel Cornu né le 13 février 1960, France est un expert international dans le domaine des nouvelles technologies et de la société de l'information.

## Biographie
De 2005 à 2007, Jean-Michel Cornu travaille sur l'Intelligence collective et monte un Groupe de travail sur ce thème à la FING.

## Responsabilités
- 1997-2005 Fondateur du Groupe français pour la standardisation de l'Internet (GFSI)[3],
- 1995-1999 Chief editor DLM monitoring Committee sur la sauvegarde de l’information numérique (DLM)[4],[5],